# Nationalpark Nam Tok Chat Trakan
Der Nationalpark Nam Tok Chat Trakan (Thai อุทยานแห่งชาติน้ำตกชาติตระการ) ist ein Nationalpark in der Provinz Phitsanulok in Nord-Thailand.

## Lage
Der Nationalpark liegt im äußersten Nordosten der Provinz Phitsanulok, im Landkreis (Amphoe) Chat Trakan. Die Entfernung zur Hauptstadt der Provinz beträgt 145 Kilometer. Der Park überdeckt ein Gebiet von etwa 235 km² (146.875 Rai). Man erreicht den Park am besten von Phitsanulok aus über den Highway 12 bis Ban Yang, dann auf der Nebenstraße 2013 Richtung Chat Trakan, anschließend auf der 1143.

## Topographie
Das Gelände ist überwiegend bergig – wobei Sandstein vorherrscht – und bedeckt mit immergrünem Wald. Hier befinden sich die Quellen des Mae Nam Nan sowie des Khwae Noi und seines Zuflusses Phak.

## Fauna und Flora
Viele Tierarten haben sich hier angesiedelt, unter ihnen neben vielen Vogelarten das Muntjak und das Hirschferkel.

## Sehenswürdigkeiten
Der siebenstufige Wasserfall, der dem Nationalpark den Namen gab, der Chat-Trakan-Wasserfall (thailändisch น้ำตกชาติตระการ), auch Pakrong-Wasserfall (Thai: น้ำตกปากรอง) genannt, gilt bei vielen als der schönste unter den zahlreichen Wasserfällen der Provinz. Die höchste Fallstufe beträgt 10 Meter. Ein mehr als einen Kilometer langer Fußweg führt am Wasserfall entlang, er ist von Klippen eingerahmt. Das Wasser fließt in das Flüsschen Phak ab.

## Klima
Von Dezember bis Februar kann es nachts sehr kalt werden. In der heißen Jahreszeit steigt das Thermometer selten über 30 °C, meist liegen die Tageshöchsttemperaturen zwischen 25 °C und 29 °C, damit ist es deutlich weniger heiß als im Flachland. Die Regenzeit beginnt im Mai oder Juni und dauert etwa bis Oktober.